# Carex binderi
Carex binderi là một loài thực vật có hoa trong họ Cói. Loài này được Podp. mô tả khoa học đầu tiên năm 1900.